# Вязовок (Лубенский район)
Вязовок (укр. В'язівок) — село,
Михновский сельский совет,
Лубенский район,
Полтавская область,
Украина.
Код КОАТУУ — 5322884902. Население по переписи 2001 года составляло 554 человека.

## Географическое положение
Село Вязовок находится в 1,5 км от правого берега реки Сула и в 1,5 км от левого берега реки Слепород,
выше по течению реки Сула на расстоянии в 2 км расположено село Терны,
на противоположном берегу реки Сула — село Шершневка,
на противоположном берегу реки Слепород — село Александровка.
По селу протекает пересыхающий ручей с запрудой.

## История
- В 1658 году гетман Выговский подарил село Вязовок лубенскому Мгарскому монастырю[2].
- Около села найден кремнёвый топор, вместе с костями мамонта[2].

## Экономика
- Молочно-товарная ферма.

## Объекты социальной сферы
- Школа І—ІІ ст.